# Шкодова гора
Шко́дова гора́ — пагорб, розташований на теренах м. Одеси та Усатівської сільської громади (село Усатове) Одеської області. Гора є частиною великого плато, що обмежено з північного заходу Усатівською балкою, з півночі — берегом Хаджибейського лиману, зі сходу — заболоченою низиною, а з півдня Кривою балкою. Плато утворюють осадочні породи, його схили рясніють виходами черепашнику.

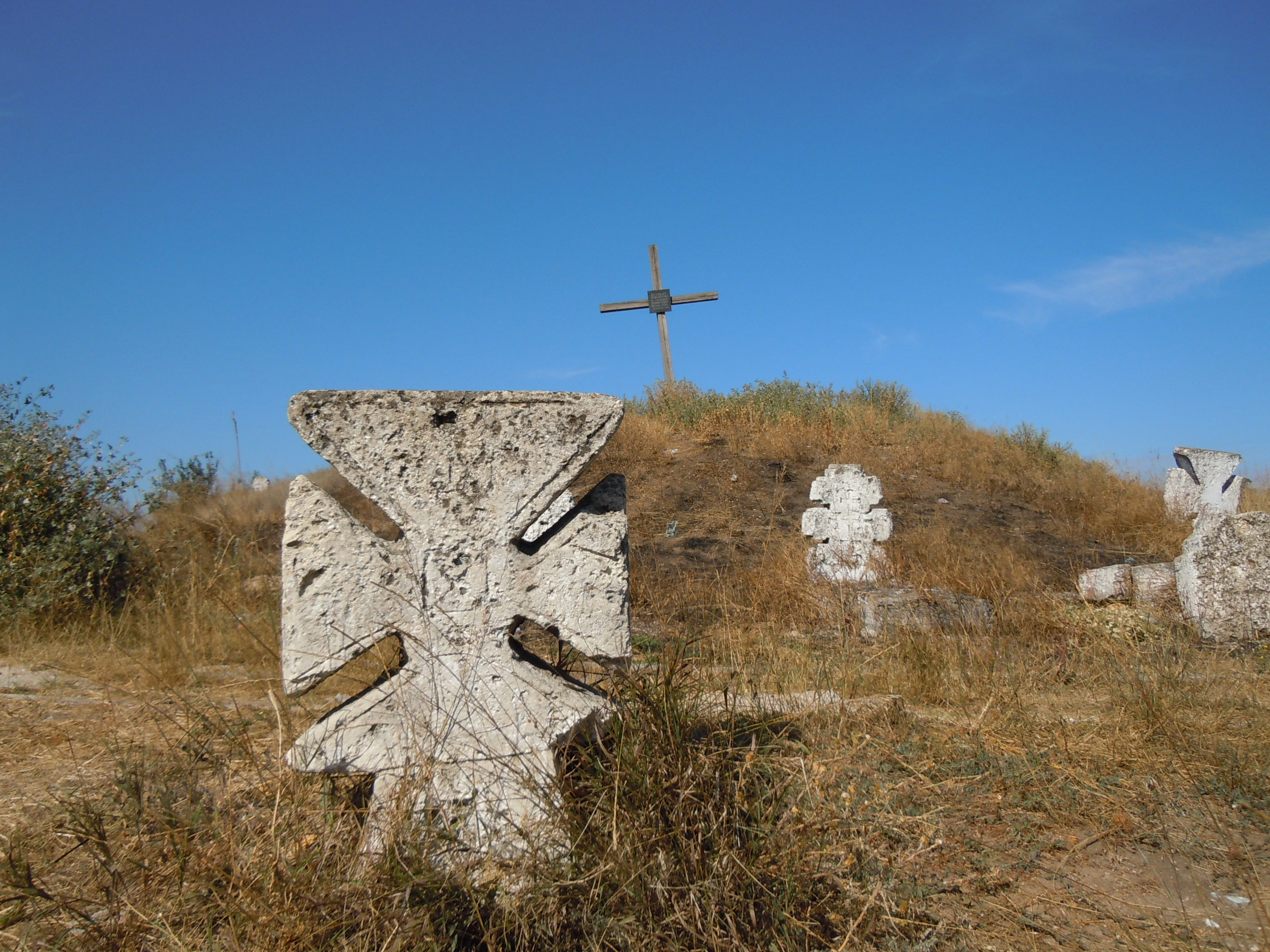
Усатівський Курган, розташований на сільському цвинтарі

Свою назву дістала від чумаків, від слова «шкода». Коли затоплювало Пересип, приходилось возами їхати через схили гори, через що вози застрягали та ламалися.
Гора є центром Усатівської культури, на вершині гори розташований Усатівський цвинтар і Усатівський курган.
Матеріальні пам'ятки козацької доби в межах міста Одеси максимально представлені в районі Хаджибейської дороги і вулиці Гладкова (схил Шкодової гори). У 1775 році після розорення Запорізької Січі одна з груп запорожців, що вийшли звідти, оселилася на одеському Пересипу, розраховуючи на заняття рибальством. Інша група осіла по балках Хаджибейського лиману, заснувавши кілька сіл, серед яких були села Усатове і Нерубайське, а також селище Куяльник, що зараз практично розчинилося в межах міста. «Печерні будинки», розташовані в Одесі на вулиці Гладкова, є унікальним історичним пам'ятником кінця 18 століття, яки потрібно зберегти  як унікальну культурну спадщину козацької доби в Одесі.

## Галерея

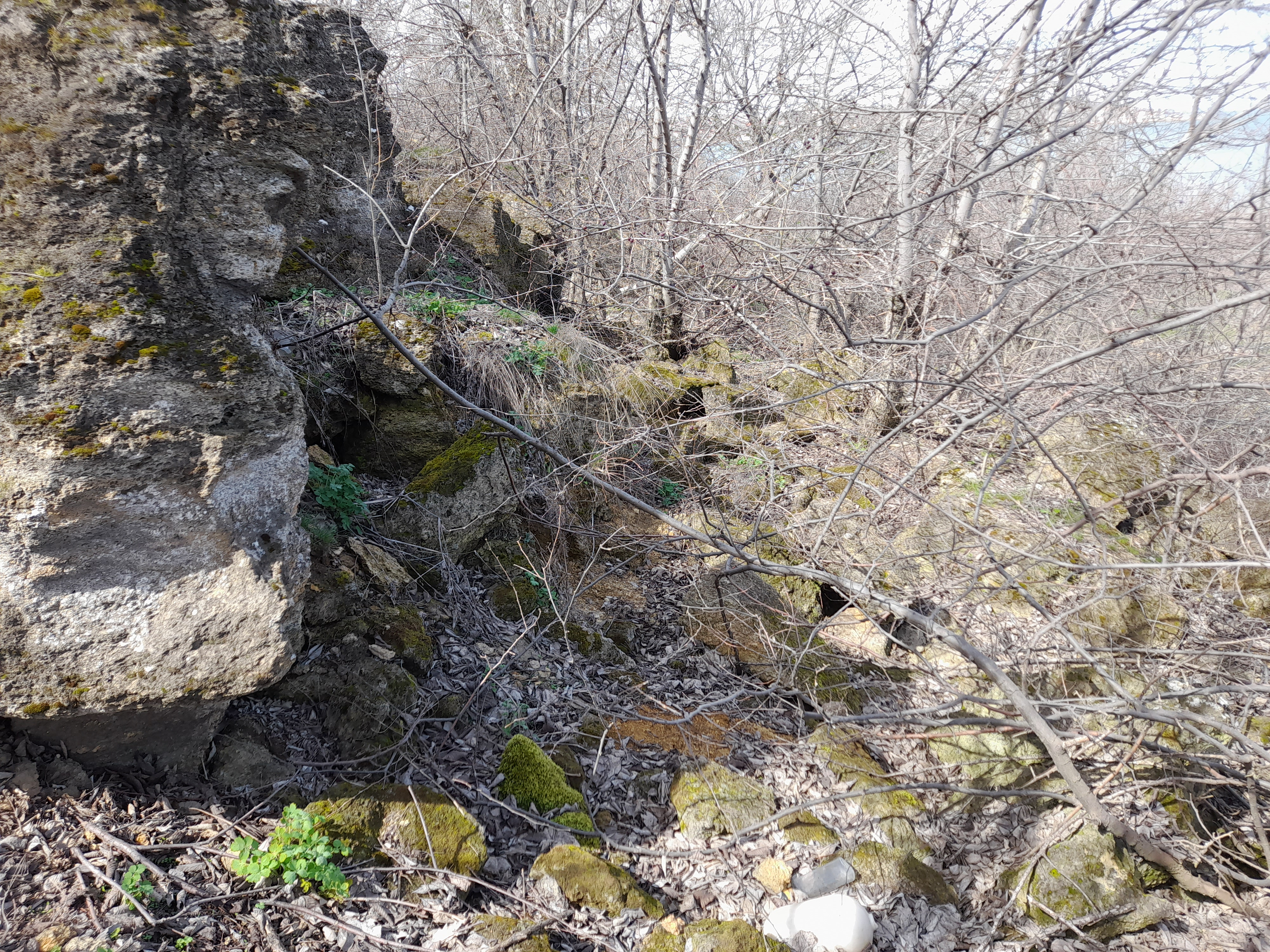
Скелясті схили
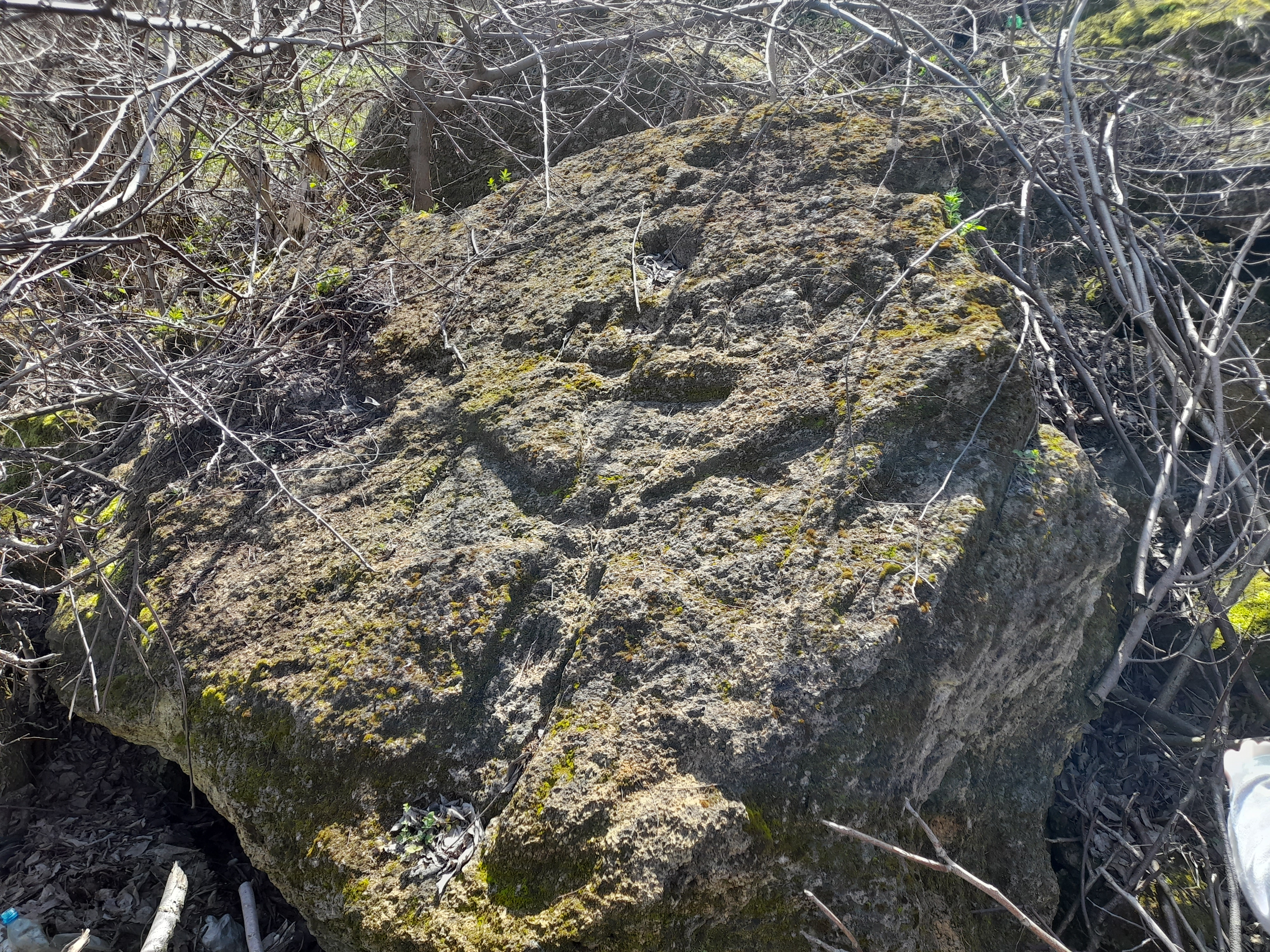
Хрест, викарбований на скелі
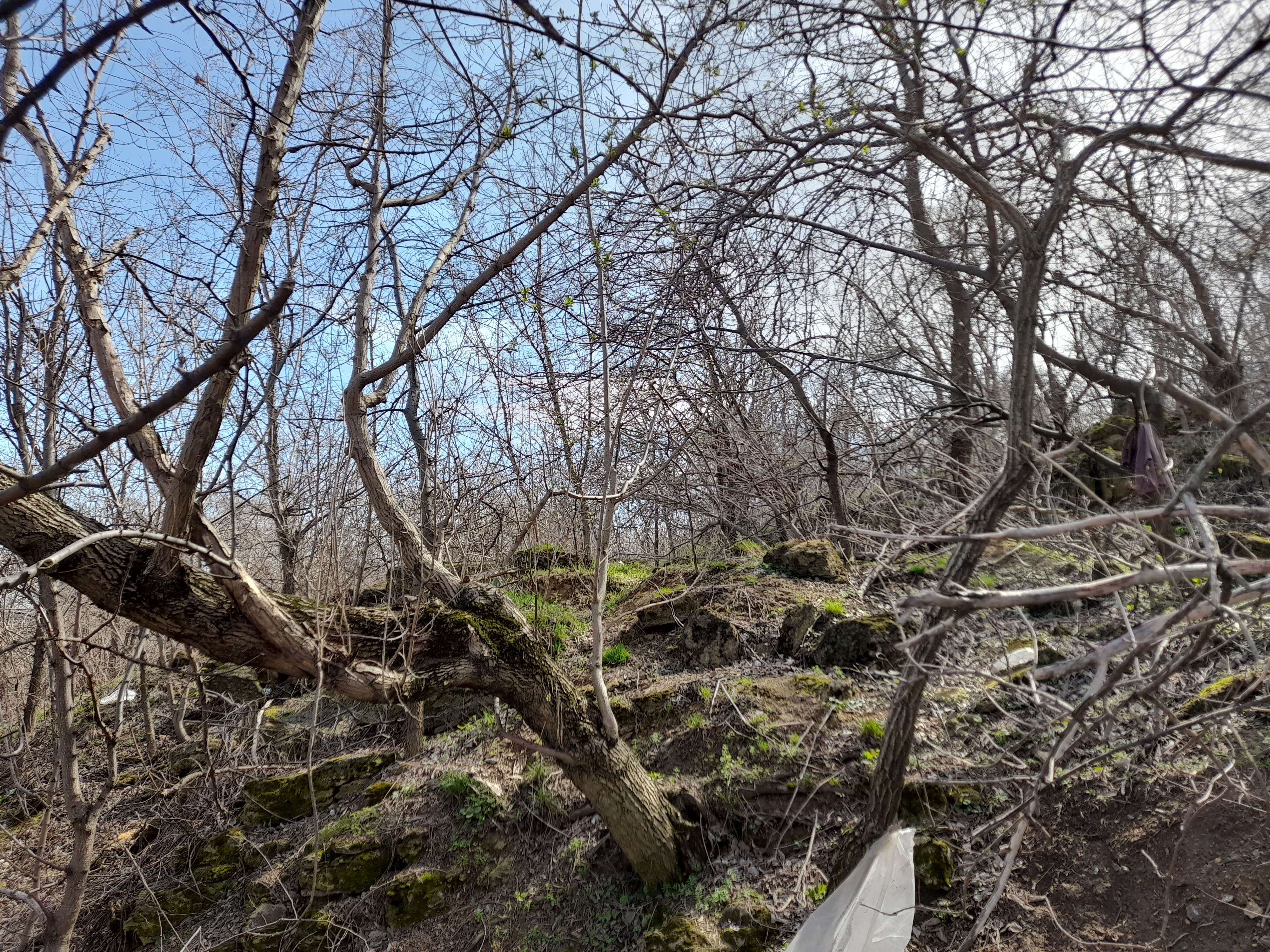
Скелясті схили
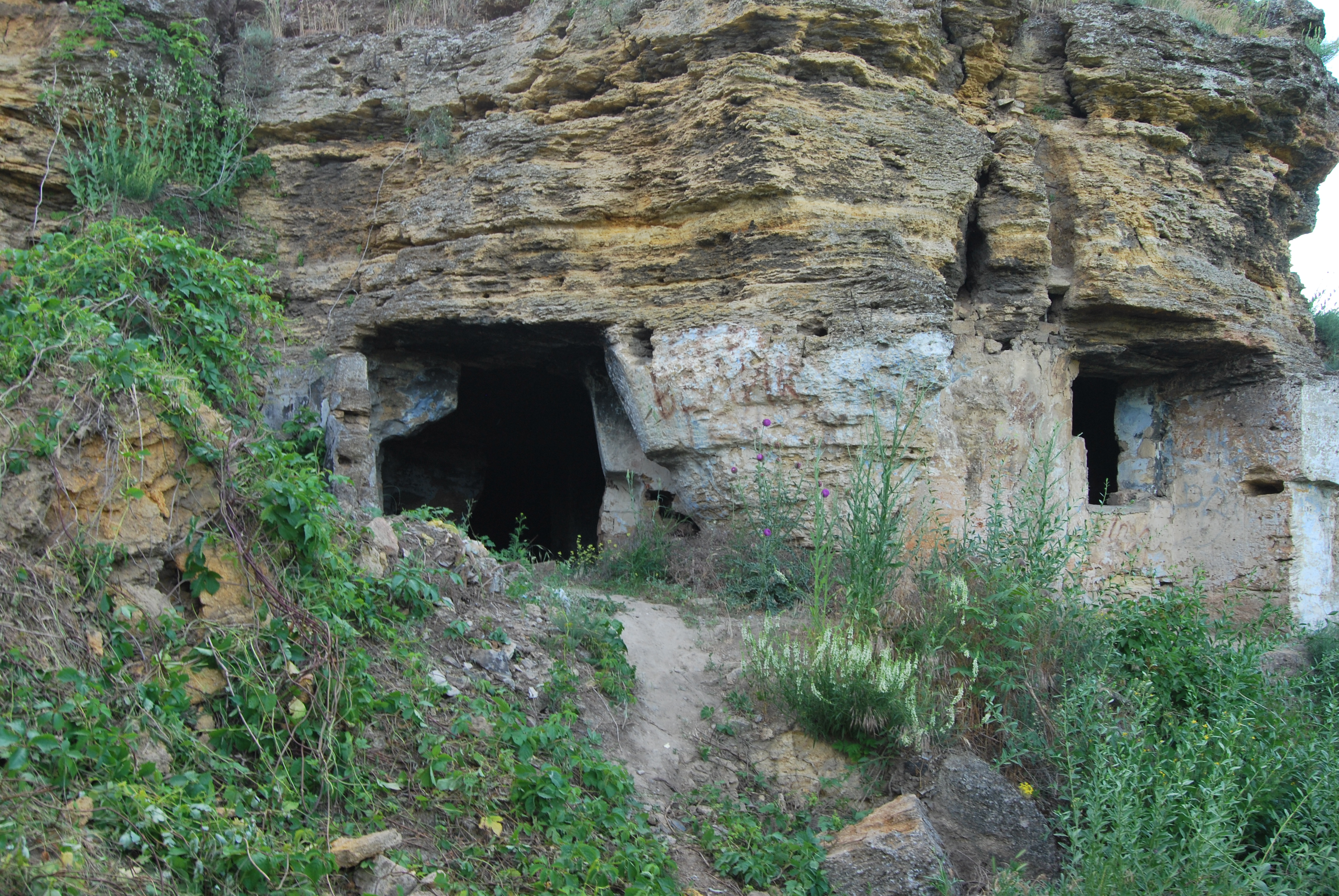
Печерні будинки
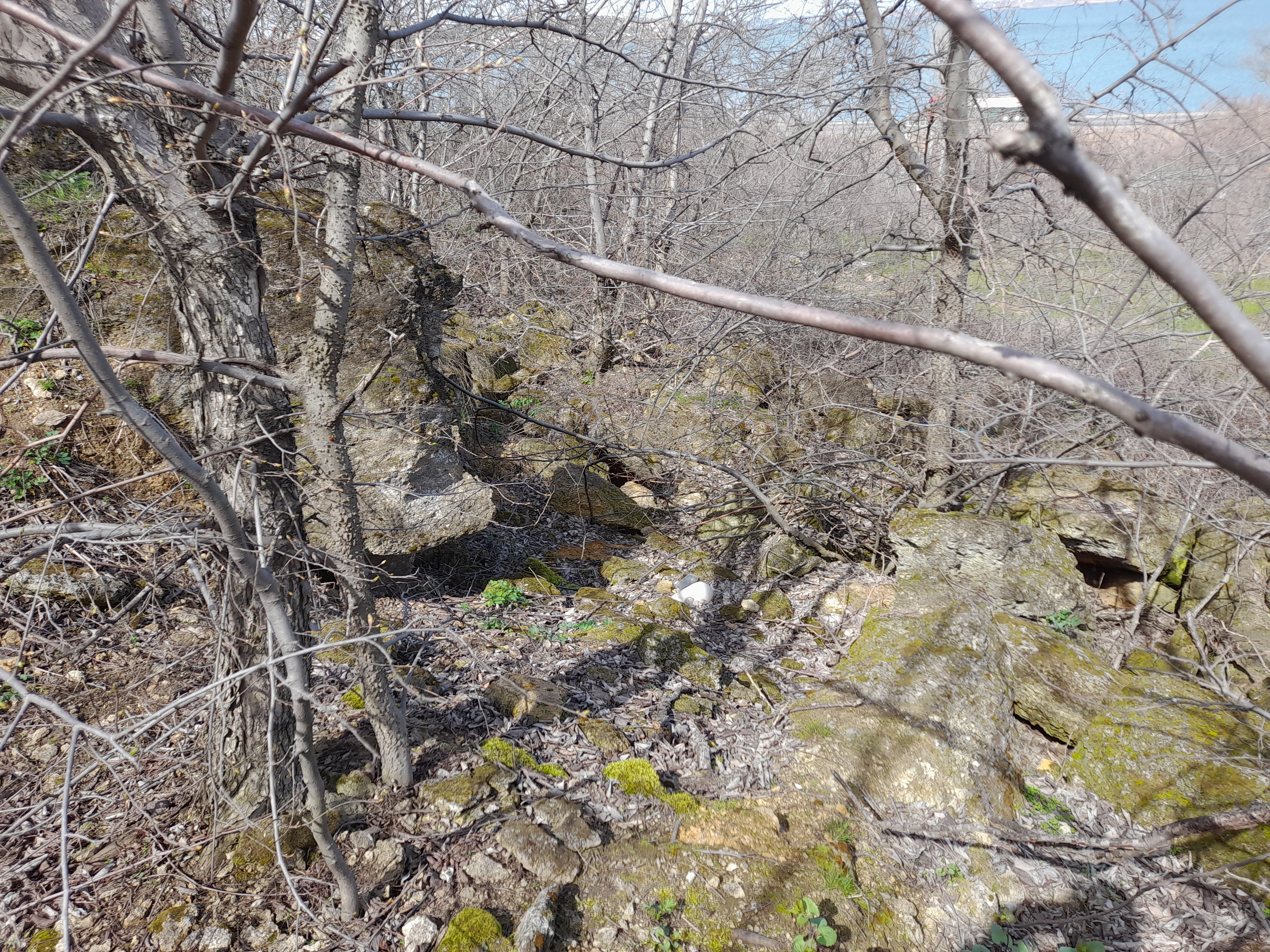
Скелясті схили
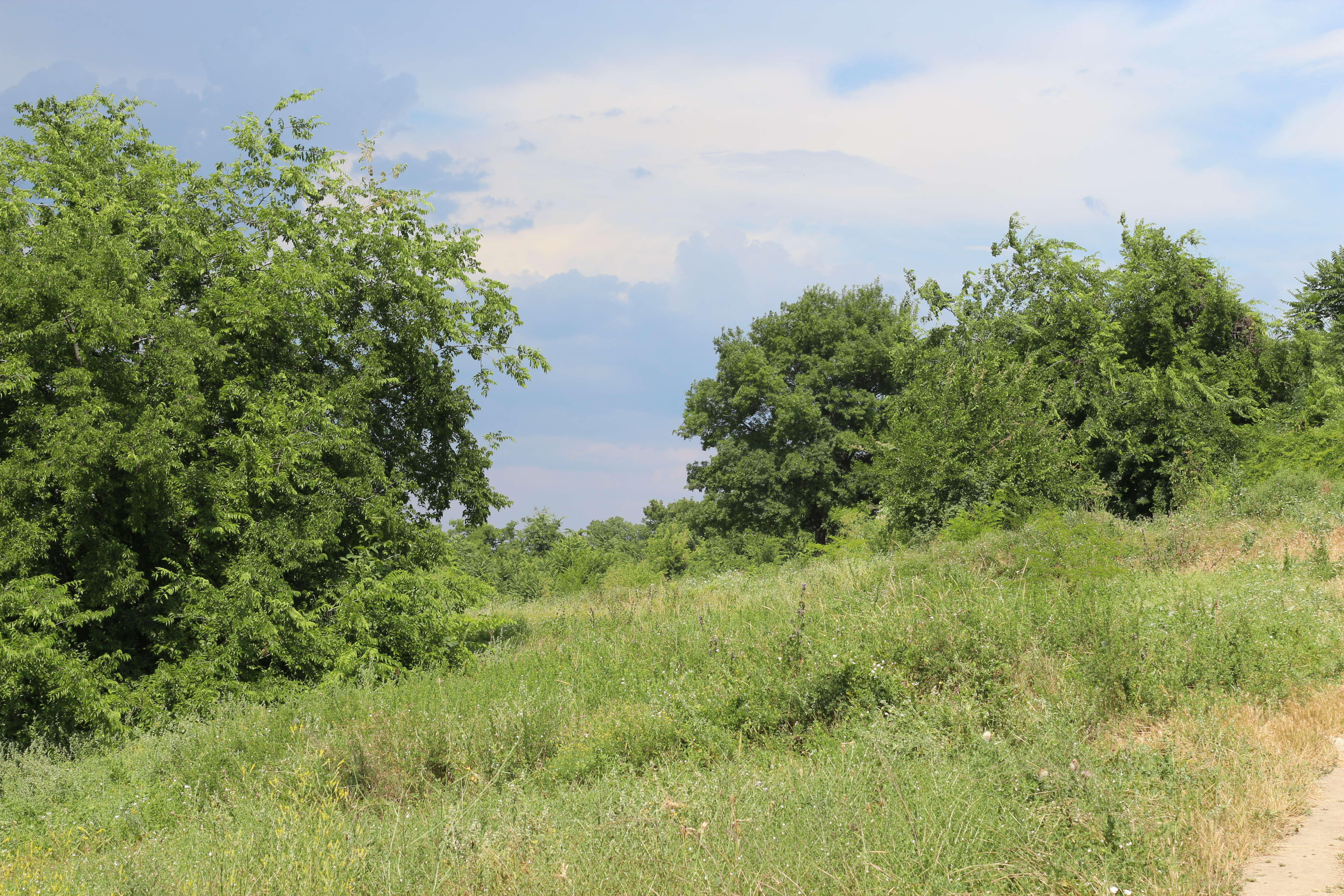
Вигляд на гору з Хаджибейського парку